# کامر (جورجیا)
کامر، جورجیا (به انگلیسی: Comer, Georgia) یک شهر در ایالات متحده آمریکا با جمعیت ۱٬۱۲۶ نفر است که در جورجیا واقع شده‌است.

## موقعیت جغرافیایی
موقعیت جغرافیایی شهرها و مناطق اطراف به شرح زیر است: